# 川越美和
川越 美和（かわごえ みわ、1973年1月3日 - 2008年4月22日）は、日本の元女優・アイドル歌手。鹿児島県肝属郡大根占町（現・錦江町）出身。本名同じ。

## 来歴
小学生の頃より日舞を習い、鹿児島でモデルをしていた際にスカウトされる。当時は堀ちえみのファンで、ドラマを観ながら「 (演技は) もっと普通にやればいいんだよー」と思って憧れを募らせていたと「De☆View」誌上で語っていた。
1988年10月26日、「Looking at You」で歌手デビュー。一正蒲鉾のCMソングのタイアップとなり、キャッチフレーズは「天然的美少女」だった。
1989年、テレビドラマ『時間ですよ・平成元年』（TBS）に7代目マドンナでレギュラー出演するなど、エキゾチックな顔立ちで、「ポスト後藤久美子」と言われ、ドラマでも活躍した。4枚目のシングルで同ドラマの挿入歌となった「夢だけ見てる」で、同年暮れの第31回日本レコード大賞新人賞を獲得した。以後、『スクールウォーズ2』（TBS）や『HOTEL2』（TBS）などのテレビドラマや、『カレンダー if just now』（1991年）、『男ともだち』（1994年）などの映画に出演する。
同期歌手デビューに田村英里子・島崎和歌子・中山忍・深津絵里・石原詢子・マルシア・千葉美加・細川直美らがいる。
1996年頃から初瀬かおる名義で活動していた。『理想の結婚』出演当時、芸能活動休止後の事務所移籍を機にした心機一転の意味を込めての改名で、名前自体には特別な意味はなかったという。
その後本名に戻してからも、ドラマ・舞台・映画などで活躍を続けた。
2007年に所属事務所を辞めて、芸能界を引退。
2017年5月30日発売の『週刊女性』（主婦と生活社） 2017年6月13日号で、引退後の2008年4月に東京都大田区内の自宅アパートで死亡しているのが発見され、その時点で死後数日経過していたことが報道された。同誌では、川越が引退後、都内不動産会社のテレフォンアポインターとして半年間勤めていたこと、住居を巡るトラブルがあったこと、郷里の家族とは絶縁状態にあったことなどが、元同僚の証言から明らかにされた。
また、この報道を受けて、元交際相手のカメラマンと脚本家・桃井章も川越についての証言をした。デビューから20歳の頃の成功が女優としての仕事を狭める結果となって、2004年頃には借金と酒浸りに陥り、生来の繊細さからか摂食障害を起こすなど追い詰められていた様子を明かしている。さらに、同世代のライバルとして親交があった中江有里は出演番組にて川越への無念の思いを吐露した。

## 出演

### テレビドラマ
- 時間ですよ・平成元年（1989年、TBS） - 金沢美和 役
- ときめき宣言（1989年、NHK）
- スクールウォーズ2（1990年、TBS） - 沢村洋子 役
- 時間ですよ 新春スペシャル （1990年、TBS） - 金沢美和 役
- 月曜ドラマスペシャル
  - 時間ですよ殺人事件（1990年、TBS） - 金沢美和 役
  - キツイ奴らスペシャル 栄冠は君に輝く（1990年、TBS） - 前島 役
  - 北海道旅情サスペンス 〜遠い雪の記憶〜（1999年、北海道放送） - 野崎美弥子 役　※初瀬かおる名義
- ドラマチック22 ダンナ様は18歳（1990年、TBS）
- 花王ファミリースペシャル
  - 花咲け四人組（1991年、関西テレビ）[6]
  - 花咲け四人組2（1991年、関西テレビ）[7]
- 女子高生!キケンなアルバイト（1991年、TBS） - 和田美絵 役
- ルージュの伝言 第24話（1991年、TBS） - 千夜子 役
- 1970ぼくたちの青春（1991年、フジテレビ） - ブンガク 役
- HOTEL2（1992年、TBS） - 並木裕美 役 
  - HOTEL ホテルスペシャル'92秋（1992年、TBS） - 並木裕美 役
- 素敵にダマして! （1992年、日本テレビ） - 武田真由 役
- 華岡青洲の妻（1992年、フジテレビ） - 小陸 役
- ドラマ新銀河（NHK）
  - 大阪で生まれた女やさかい（1993年） - 飯田園子
- 映画みたいな恋したい「愛と死の間で」（1993年、テレビ東京）
- にごりえ（1993年、テレビ東京） - 売春婦
- 鳥のように虫のように 歩いてつくった日本地図（1993年、NHK教育） - お栄 役
- さすらい刑事旅情編VI 第2話（1993年、テレビ朝日） - 宗像由美 役
- お見合いの達人（1994年、TBS） - 里中明美 役
- 三軒目の誘惑（1994年、読売テレビ） - 沢野珠希 役
- ドラマ30
  - いのちの現場からII（1994年、毎日放送） - 小野沢麻紀 役
- 12時間超ワイドドラマ 織田信長（1994年、テレビ東京） - 岩室の方 役
- 刑事追う! 第17話（1996年、テレビ東京）　※初瀬かおる名義
- 将軍の隠密!影十八（1996年、テレビ朝日） - おりん 役　※初瀬かおる名義
- 夢暦長崎奉行（1996年、NHK）　※初瀬かおる名義
- 天晴れ夜十郎（1996年、NHK） - なつ 役　※初瀬かおる名義
- 理想の結婚（1997年、TBS） - 鷲崎由紀子 役　※初瀬かおる名義
- 姑は名探偵 芹澤雅子（1997年、フジテレビ） - 幸江 役　※初瀬かおる名義
- いちばん大切なひと（1997年、TBS） - 高橋ひろ子 役　※初瀬かおる名義
- ボディーガード（1997年、テレビ朝日） - 石田菜々子 役 ※初瀬かおる名義
- 大河ドラマ 毛利元就（1997年、NHK） - おさい 役
- 女王蜂（1998年、フジテレビ） - 大道寺智子 役
- 新選組血風録（1998年、テレビ朝日） - お光 役
- 新・腕におぼえあり〜よろずや平四郎活人剣〜 第19話（1998年、NHK） - おてる 役
- きらきらひかるスペシャル（1999年、フジテレビ） - 宮前明日香 役
- 京都祇園入り婿刑事事件簿（1999年、フジテレビ） - 坂東和泉 役
- ヤマダ一家の辛抱（1999年、TBS） - 藤井リカ 役
- 君が教えてくれたこと（2000年、TBS） - 圭子 役
- 金曜エンタテイメント（フジテレビ）
  - 宝石調査員 九条薫 備前～倉敷・サファイア連続殺人事件（2000年、フジテレビ） - 白川裕子 役
  - おふくろに乾杯17（2001年、フジテレビ）
  - 十津川警部夫人の旅情殺人推理1（2003年、フジテレビ） - 広田ユカ 役
- 凍える牙（2001年、BShi）
- 世界で一番熱い夏 第4話（2001年、TBS） - 美香 役
- 火曜サスペンス劇場（日本テレビ）
  - 幸せの幻影（2001年）
  - 二人の父（2001年）
- ケータイ刑事 銭形愛 第23話（2002年、BS-i） - 桜井章子 役
- 月曜ミステリー劇場
  - 人情質屋の事件台帳2（2002年、TBS） - 浅野香織 役
  - 自治会長 糸井緋芽子 社宅の事件簿
    - 第7作「社宅の疫病神は誰? 主婦たちの派閥争いが連続殺人事件に発展!? 父のリストラで糸井家崩壊の危機!?」（2006年、TBS） - うどん屋の講師 役[8]
- 相棒 2nd Season 第18話（2004年、テレビ朝日） - 湊杏子 役
- 新春ワイド時代劇 忠臣蔵〜決断の時（2003年、テレビ東京） - 八重 役
- 恋する日曜日 第7話（2003年、BS-i） - 尚美 役
- 恋のエチュード（2003年、BS日本） - 朗読
- 家政婦は見た! 第22話（2004年、テレビ朝日） - 青島由美 役
- 土曜ワイド劇場
  - 走る!国選弁護人（2004年、朝日放送） - 杉山敏子 役
  - 盗聴撃退!完全マニュアル〜橘京子の調査報告書（2005年、朝日放送[9]） - 橘加奈子 役
- ラブ・ジャッジ（2004年、TBS） - 柳沢礼子 役
- どんまい! 第6話（2005年、NHK） - 並川真太郎の妻 役 [10]
- 警視庁黒豆コンビ 第1作「二度のお別れ〜夫の命は一億円」（2005年、BSジャパン） - 牛島早苗 役

### その他のテレビ番組
- 東京イエローページ （1989年 - 1990年、TBS）
- 湖畔の美術館（1993年、NHK-BS2）

### ネットドラマ
- レンタル彼氏～私、男買ってます～ 第1話（2006年1月9日、USEN／GyaO） - 直美 役

### 映画
- カレンダー if just now （1991年） - 西川スミ 役
- とられてたまるか!2 （1993年）
- （暴）株式会社〜極道立志編〜 （1993年）
- 男ともだち （1994年） - 柳葉基子 役
- とられてたまるか!!完  （1994年）
- BeRLiN （1995年）
- クリスマス黙示録 （1996年） - 尾崎香織 役　※初瀬かおる名義
- のど自慢 (映画) （1997年） - 高橋朋代 役
- 落下する夕方 （1998年） - 柴田亜紀子 役
- OPEN HOUSE （1998年） - マキ 役
- 極道の墓場 フリージア （1998年） - 伊藤早紀 役
- 顔 （2000年）
- 花を摘む少女と虫を殺す少女 （2000年） - カホル 役[11]
- 光の雨 （2001年） - 浦川秋子 役
- いたいふたり （2002年） - 石川ひろみ 役
- 毎日恋してる。（2006年）
- 松ヶ根乱射事件 （2007年） - 池内みゆき 役
- ゲゲゲの鬼太郎 （2007年） - 三浦実花・健太の母 役

### 舞台
- 陽だまりの樹 （1995年、銀座セゾン劇場）
- ホームレスハート （1998年、かめありリリオホール）
- 誰かこの女知っていますか〜川越美和ひとり芝居 （2002年、広尾COREDO）

### ナレーション
- ニュースステーション （2001年 - 2002年、テレビ朝日）
- 世界・わが心の旅 （2002年、NHK-BS）

### ラジオ
- 卵の緒 （2004年6月26日、NHK大阪放送局） - 母 役
- 森脇・山田のパニックしようぜ!東京ハラギャーテーズ （ニッポン放送、1990年12月8日・1991年3月9日）
- FMヤングスタジオ（JFNラジオ、1991年1月 - 6月）
水曜日レギュラーパーソナリティとして出演

### CM
- ヤマハ発動機
  - ヤマハ・ジョグ
- 花王
  - ピュア
  - ピュアさらさらトリートメント
- 象印マホービン
  - マホービンH&Sシリーズ
- 森永乳業
  - 森永アップル
- カルピス （1988年）
- 熱闘甲子園 （1988年）
- 大阪西川 （1989年、1990年）
  - 89/90西川キャンペーン
- NEC （1990年）
  - PC-9800シリーズ
  - スピークス3
- グリコ乳業 （1990年、当時はグリコ協同乳業）
  - マイアミパンチ
  - いちごキディ
  - アメリカアップル
  - 那須高原牛乳
- 三菱製紙 （1991年） 
  - パシャリコ
  - カラーフイルム
  - フォトアルバム
- NTTドコモ （2002年） ラジオCM
- 財団法人自転車駐車場整備センター
- 東京都
- JR西日本 （金沢支社、WENS）

## 音楽
※発売元はすべてNEC AVENUE

### シングル
| #    | リリース       | タイトル                      | 収録曲 | タイアップ                                                                       | 順位 |
| ---- | -------------- | ----------------------------- | --- | -------------------------------------------------------------------------------- | ---- |
| 1st  | 1988年10月26日 | Looking at You                | 1. Looking at You 2. 気持ちfade in                                                                          | 『一正蒲鉾』                                                                     | 142  |
| 2nd  | 1989年2月22日  | 天使とYu-Waku                 | 1. 天使とYu-Waku 2. 素足のメッセージ                                                                        |                                                                                  | 55   |
| 3rd  | 1989年7月5日   | 女神の瞳 〜Little Lullaby〜   | 1. 女神の瞳 〜Little Lullaby〜 2. AFTERNOON KISS                                                            |                                                                                  | 30   |
| 4th  | 1989年9月21日  | 夢だけ見てる                  | 1. 夢だけ見てる 2. 優しい雨                                                                                 | TBS 『時間ですよ・平成元年』 挿入歌                                              | 29   |
| 5th  | 1990年3月21日  | ココロの鍵                    | 1. ココロの鍵 2. 風のような気持ち                                                                           | NEC 『PC98』 『スピークス3』 グリコ 『アメリカアップル』 『那須高原牛乳』        | 69   |
| 6th  | 1990年9月21日  | 雨都物語 〜RAINY TOWN STORY〜 | 1. 雨都物語 〜RAINY TOWN STORY〜 2. ヘプバーンのように                                                      | NEC 『PC98』                                                                     | 85   |
| 7th  | 1991年2月27日  | 涙くんさよなら                | 1. 涙くんさよなら 2. 壁ぎわのマリオネット 3. 涙くんさよなら（カラオケ） 4. 壁ぎわのマリオネット（カラオケ） | TBS 『天までとどけ』 主題歌 ヤマハ発動機 『ヤマハ・ジョグ』 （坂本九のカバー曲） | 60   |
| 8th  | 1991年10月21日 | どうぞこのまま                | 1. どうぞこのまま 2. 心はいつだって 3. どうぞこのまま（カラオケ）                                           | （丸山圭子のカバー曲）                                                           |      |
| 9th  | 1992年5月21日  | さよならという殺意            | 1. さよならという殺意 2. WHEN 3. さよならという殺意（カラオケ）                                             |                                                                                  |      |
| 10th | 1992年7月21日  | 大好きをあげたい              | 1. 大好きをあげたい 2. 唇が終ってない 3. 大好きをあげたい（カラオケ）                                       | TBS 『天までとどけ2』 主題歌                                                     | 96   |
| 11th | 1995年2月21日  | 涙くんさよなら'95             | 1. 涙くんさよなら'95 2. さよならという殺意 3. 大好きをあげたい 4. 涙くんさよなら'95（カラオケ）             | TBS 『天までとどけ4』 主題歌                                                     |      |
| 12th | 1996年2月21日  | 涙くんさよなら                | 1. 涙くんさよなら 2. 永遠の少年 3. 涙くんさよなら（ハーモニー） 4. 涙くんさよなら（カラオケ）               | TBS 『天までとどけ5』 主題歌                                                     |      |
| 13th | 1997年2月21日  | 涙くんさよなら                | 1. 涙くんさよなら 2. カナリアが死んだ 3. 涙くんさよなら（カラオケ） 4. カナリアが死んだ（カラオケ）         | TBS 『天までとどけ6』 主題歌                                                     |      |

### アルバム
| #    | リリース       | タイトル                                | 収録曲 |
| ---- | -------------- | --------------------------------------- | --- |
| 1st  | 1990年2月21日  | Real Face                               | 01. Real Mind 02. Heart Express 03. Happy Wedding Day 04. 夢だけ見てる 05. わたしだけのエースナンバー 06. 夏の日の午後 07. ココロの鍵 08. Everyday Gold 09. 優しい雨 10. 今、感じて |
| 2nd  | 1991年3月21日  | 〜1991〜 まだ神様が眠っているあいだに   | 01. 瞳のなかへRendez-vous 02. QUESTION BOYに御用心 03. クリスマスイヴに生まれた彼女 04. さよならの夜明け 05. ヴェルヴェットイースター 06. ピクニックへ行こう 07. まだ神様が眠っているあいだに 08. 永遠の少年 09. あなたのために 10. 涙くんさよなら (Brilliant Mix)                                                                                 |
| Best | 1991年8月21日  | MIWA Best Selection                     | 01. わたしだけのエースナンバー 02. 壁ぎわのマリオネット 03. 夢だけ見てる 04. Looking at You 05. Real Mind 06. ココロの鍵 07. 天使とYu-Waku 08. クリスマスイヴに生まれた彼女 09. 優しい雨 10. 女神の瞳 〜Little Lullaby〜 11. 今、感じて 12. まだ神様が眠っているあいだに 13. 風のような気持ち 14. 雨都物語 〜RAINY TOWN STORY〜 15. 涙くんさよなら |
| 3rd  | 1992年3月21日  | ジェーン・バーキンのように泣けばいい    | 01. カナリアが死んだ 02. ジェーン・バーキンのように泣けばいい 03. 架空の傷心 04. この物語はフィクションです 05. 38℃のFOOL 06. どうぞこのまま (Remix Version) 07. さよならという殺意 08. わたしは拳銃 09. おいしい恋の調理法 10. 鯨が来た日 11. 唇が終わってない                                                                                    |
| Best | 1992年09月21日 | Miwa Special Selection 大好きをあげたい | 01. 涙くんさよなら (Single Version) 02. ジェーン・バーキンのように泣けばいい 03. カナリヤが死んだ 04. 鯨が来た日 05. ベルベット・イースター 06. どうぞこのまま (Single Version) 07. 大好きをあげたい |
| Best | 1995年3月21日  | Singles History                         | 01. Looking at You 02. 天使とYu-Waku 03. 女神の瞳 〜Little Lullaby〜 04. 夢だけ見てる 05. ココロの鍵 06. 風のような気持ち 07. 雨都物語 〜RAINY TOWN STORY〜 08. 涙くんさよなら 09. どうぞこのまま 10. さよならという殺意 11. 大好きをあげたい 12. 涙くんさよなら'95                                                                                |

## ビデオ
- スーパーモモコ （1988年11月1日：パワースポーツ） 【出演】姫乃樹リカ、本田理沙、川越美和他 ピカピカ特集号 VHS45分
- さらっていいのに （1989年2月22日：パワースポーツ） スーパーモモコ別冊 VHS30分
  - Looking at You
  - 天使とYu-Waku
- アイドルをめっけ!! （2004年7月27日：NC・JAPAN） 【出演】本田理沙、川越美和、西田ひかる他 DVD40分
- アイドルをめっけ!! （2004年7月27日：NC・JAPAN） 【出演】川越美和「さらっていいのに」のDVD版 DVD30分

## 写真集
- 夢だけ見てる （1989年11月5日：近代映画社） 定価1699円
- Hush （1991年4月10日：FUN） 定価1893円
- 週刊プレイボーイ増刊 weeks （1992年12月7日：集英社） 定価1600円

## 雑誌
- 週刊プレイボーイ（1988年10月11日：集英社）
- 週刊プレイボーイ（1988年12月12・19日：集英社）
- 平凡パンチ（1988年10月：平凡社） 20号
- スーパー写真塾（1989年1月：コアマガジン）
- CM NOW （1989年9月10日：玄光社） 第26冊
- 週刊プレイボーイ（1990年10月23日：集英社）
- 週刊プレイボーイ（1991年3月19日：集英社）
- 週刊プレイボーイ（1991年7月30日：集英社）
- FRIDAY（1991年3月8日：講談社）
- DELUXEマガジンORE（1991年4月：講談社） 5月号
- アクションカメラ（1991年：ワニマガジン社） 1月号
- 週刊宝石（1992年9月17日：光文社） 526号

## テレホンカード・オレンジカード
- 週刊宝石 （テレホンカード発行数1枚：50度数）
- 財団法人自転車駐車場整備センター （テレホンカード発行数1枚：50度数）
- 大阪西川 （テレホンカード発行数1枚：50度数）
- 象印マホービン （テレホンカード発行数1枚：50度数）
- グリコ （テレホンカード発行数2枚：各50度数） 絵柄 「いちごキディ：プリンとヨーグルト」
- NEC （テレホンカード発行数6枚：各50度数） 絵柄 「放送ネットワーク本部：RT-3000：NEFAXシリーズ：APEX/DKmk II シリーズ【3枚】」
- JR西日本 （オレンジカード発行数3枚：各1000度数） 絵柄 「写真違い【3枚】」